# Deropeltis paulinoi
Deropeltis paulinoi är en kackerlacksart som beskrevs av Bolívar 1881. Deropeltis paulinoi ingår i släktet Deropeltis och familjen storkackerlackor. Inga underarter finns listade i Catalogue of Life.